# Cryptosphaeria
Cryptosphaeria is een geslacht van schimmels behorend tot de familie Diatrypaceae. De typesoort is Cryptosphaeria millepunctata.

## Soorten
Volgens Index Fungorum telt het geslacht 19 soorten (peildatum maart 2023):
| Soortnaam                                | Auteur(s)                               | Publicatiejaar |
| ---------------------------------------- | --------------------------------------- | -------------- |
| Cryptosphaeria avicenniae                | Devadatha & V.V. Sarma                  | 2020           |
| Cryptosphaeria bathurstensis             | (K.D. Hyde & Rappaz) Dayar. & K.D. Hyde | 2020           |
| Cryptosphaeria clematidis                | R. Rao                                  | 1971           |
| Cryptosphaeria cubensis                  | Syd. & P. Syd.                          | 1921           |
| Cryptosphaeria cumingii                  | (Speg.) Sacc.                           | 1910           |
| Cryptosphaeria eunomia (Taklijnkogeltje) | (Fr.) Fuckel                            | 1870           |
| Cryptosphaeria exornata                  | Lar.N. Vassiljeva                       | 1998           |
| Cryptosphaeria halophila                 | Dayar. & K.D. Hyde                      | 2020           |
| Cryptosphaeria heterospora               | Speg.                                   | 1925           |
| Cryptosphaeria moravica                  | Petr. & Sacc.                           | 1913           |
| Cryptosphaeria multicontinentalis        | Trouillas, Peduto, Inderb. & Gubler     | 2015           |
| Cryptosphaeria nigrescens                | Lar.N. Vassiljeva & Hai X. Ma           | 2014           |
| Cryptosphaeria ocellata                  | (Fr.) Ces. & De Not.                    | 1863           |
| Cryptosphaeria pimpriana                 | (A. Pande & K.R.G. Nair) A. Pande       | 2008           |
| Cryptosphaeria pullmanensis              | Glawe                                   | 1984           |
| Cryptosphaeria subcutanea                | (Wahlenb.) Rappaz                       | 1984           |
| Cryptosphaeria sulcata                   | A.I. Romero & Carmarán                  | 2003           |
| Cryptosphaeria tucumanensis              | Petr.                                   | 1963           |
| Cryptosphaeria venusta                   | Lar.N. Vassiljeva                       | 1986           |